# Eden (Wisconsin)
Eden és una població dels Estats Units a l'estat de Wisconsin. Segons el cens del 2000 tenia 687 habitants.

## Demografia
Segons el cens del 2000, Eden tenia 687 habitants, 264 habitatges, i 181 famílies. La densitat de població era de 510,1 habitants per km².
Dels 264 habitatges en un 35,2% hi vivien nens de menys de 18 anys, en un 58,7% hi vivien parelles casades, en un 7,2% dones solteres, i en un 31,1% no eren unitats familiars. En el 25% dels habitatges hi vivien persones soles el 10,2% de les quals corresponia a persones de 65 anys o més que vivien soles. El nombre mitjà de persones vivint en cada habitatge era de 2,6 i el nombre mitjà de persones que vivien en cada família era de 3,16.
Per edats la població es repartia de la següent manera: un 30,4% tenia menys de 18 anys, un 6,6% entre 18 i 24, un 31,9% entre 25 i 44, un 17,5% de 45 a 60 i un 13,7% 65 anys o més.
L'edat mediana era de 34 anys. Per cada 100 dones de 18 o més anys hi havia 98,3 homes.
La renda mediana per habitatge era de 41.579 $ i la renda mediana per família de 48.571 $. Els homes tenien una renda mediana de 35.804 $ mentre que les dones 22.031 $. La renda per capita de la població era de 19.614 $. Aproximadament el 3,4% de les famílies i el 4,2% de la població estaven per davall del llindar de pobresa.

## Poblacions més properes
El següent diagrama mostra les poblacions més properes.